# Pheleuscelus roelofsi
Pheleuscelus roelofsi es una especie de coleóptero de la familia Attelabidae.

## Distribución geográfica
Habita en la Guayana Francesa.